# Port lotniczy Jacinto Lara
Aeropuerto Internacional Jacinta Lara – port lotniczy zlokalizowany w mieście Barquisimeto w Wenezueli.

## Linie lotnicze i połączenia

### Krajowe
- Aeropostal Alas de Venezuela (Caracas,Maracaibo,Valencia)
- Aserca Airlines (Caracas)
- Avior Airlines (Caracas)
- Santa Bárbara Airlines (Caracas,Merida,Maracaibo,Cumana,San Antonio del Tachira,Valencia)
- LAI - Línea Aérea IAACA (Caracas,Barinas,Merida)

### Międzynarodowe
- Insel Air (Curacao)